# 2002年CASH金帆音樂獎
2002 CASH金帆音樂獎是由香港作曲家及作詞家協會（CASH）舉辦之一香港樂壇頒獎典禮，由專業音樂創作人提名及投票選出。

## 得獎名單[1]

### 最佳正統音樂作品
- 龍形            
  - 作曲：曾葉發
  - 演奏：香港管弦樂團

### 最佳流行歌曲旋律
- 終身美麗
  - 作曲：陳輝陽

### 最佳流行歌詞
- 燕尾蝶
  - 作詞：黃偉文

### 最佳組合或樂隊演繹獎
- 大大公司
  - 主唱：Swing

### 最佳女歌手演繹
- 天使藍
  - 主唱：何韻詩

### 最佳男歌手演繹
- 開不了口
  - 主唱：周杰倫

### 最佳另類流行音樂作品
- 不歡而散
  - 作曲：林宇中
  - 作詞：黃偉文
  - 編曲：包小松
  - 監製：包小松／包小柏／金培達
  - 主唱：陳小春

### 最佳流行音樂作品
- 爛泥
  - 作曲／作詞：李峻一
  - 編曲／監製：陳輝陽
  - 主唱：許志安

### 最佳唱片
- 范特西
  - 主唱：周杰倫
  - 監製：楊峻榮